# 新拉扎里夫卡
47°46′37″N 32°58′39″E / 47.77694°N 32.97750°E
新拉扎里夫卡（烏克蘭語：Новолазарівка），是烏克蘭南部的村莊，隸屬尼古拉耶夫州的巴什坦卡區。該村始建於1885年，面積1.1平方公里，海拔高度83米，2001年人口701，人口密度每平方公里637.3人。